# 카발

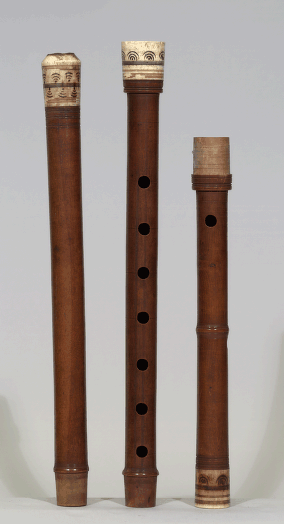
카발

카발(Kaval)은 불가리아와 루마니아 등 남동부 유럽에서 볼 수 있는 민요와 춤의 선율을 연주하기 위해서 사용되는 악기이다. 또한 합주와 노래의 반주에도 사용되고있다. 불가리아 전역에 퍼져있는 악기이지만, 실제 연주에 사용되고있는 것은 트라키아 지방과 도브루자 지방이다.